# Liste der brasilianischen Botschafter in Nigeria
Die brasilianische Botschaft befindet sich in Abuja, das 1991 Lagos als nigerianische Hauptstadt abgelöst hat.
Der Botschafter ist regelmäßig auch bei der Regierung in Porto-Novo, Benin akkreditiert und war das auch schon vor 1990 im Königreich Dahomey.
| Ernannt / Akkreditiert | Name                                     | Bemerkungen | ernannt von                          | akkreditiert während der Regierung von | Posten verlassen |
| ---------------------- | ---------------------------------------- | --- | ------------------------------------ | -------------------------------------- | ---------------- |
| 1960                   | Alberto da Costa e Silva                 | Alberto da Costa e Silva war Assistent des brasilianischen Botschafters in Lissabon, Francisco Negrâo, der vom Itarmaraty gesandt war, Brasilien bei den Unabhängigkeitsfeiern zu vertreten. | Juscelino Kubitschek                 | Abubakar Tafawa Balewa                 |                  |
| 1963                   | Antônio Carlos de Souza Tavares          | Geschäftsträger | João Goulart                         | Nnamdi Azikiwe                         |                  |
| 1963                   | Luiz de Souza Bandeira                   | Geschäftsträger | João Goulart                         | Nnamdi Azikiwe                         |                  |
| 1963                   | Bernardino Raymundo da Silva             | Geschäftsträger | João Goulart                         | Nnamdi Azikiwe                         |                  |
| 1963                   | Wilson Alves de Souza                    | Geschäftsträger | João Goulart                         | Nnamdi Azikiwe                         |                  |
| 1963                   | Arnaldo Rigueira                         | Geschäftsträger | João Goulart                         | Nnamdi Azikiwe                         |                  |
| 6. Dez. 1963           | José Osvaldo de Meira Penna              | | João Goulart                         | Nnamdi Azikiwe                         | 6. März 1965     |
| 1965                   | Arnaldo Leão Marques                     | Geschäftsträger | Humberto Castelo Branco              | Nnamdi Azikiwe                         |                  |
| 1965                   | Lael Simões Barbosa Soares               | Geschäftsträger | Humberto Castelo Branco              | Nnamdi Azikiwe                         |                  |
| 1965                   | Arnaldo Leão Marques                     | Geschäftsträger | Humberto Castelo Branco              | Nnamdi Azikiwe                         | 1967             |
| 1967                   | Pedro Fernando Machado Polzin            | Geschäftsträger | Artur da Costa e Silva               | Johnson Aguiyi-Ironsi                  | 1968             |
| 1968                   | Hélcio Tavares Pires                     | Geschäftsträger | Artur da Costa e Silva               | Johnson Aguiyi-Ironsi                  | 1969             |
| 1969                   | Pedro Fernando Machado Polzin            | Geschäftsträger | Emílio Garrastazu Médici             | Johnson Aguiyi-Ironsi                  | 1970             |
| 1970                   | Cyro Gabriel do Espirito Santo Cardoso   | | Emílio Garrastazu Médici             | Johnson Aguiyi-Ironsi                  |                  |
| 1970                   | Pedro Fernando Machado Polzin            | Geschäftsträger | Emílio Garrastazu Médici             | Johnson Aguiyi-Ironsi                  | 1971             |
| 1971                   | Hersyl Castello Branco de Pereira Franco | Geschäftsträger | Emílio Garrastazu Médici             | Johnson Aguiyi-Ironsi                  |                  |
| 13. Okt. 1971          | Paulo do Rio-Branco Nabuco de Gouvéa     | (* 28. April 1918 in Bagé), 1940 Konsul Dritter Klasse, 1942 Vizekonsul in Kapstadt. | Emílio Garrastazu Médici             | Johnson Aguiyi-Ironsi                  | 20. Apr. 1973    |
| 1. Jan. 1975           | Geraldo de Heráclito Lima                | | Ernesto Geisel                       | Murtala Mohammed                       | 11. Aug. 1975    |
| 12. Aug. 1975          | Paulo Dias Pereira                       | Geschäftsträger | Ernesto Geisel                       | Murtala Mohammed                       | 21. Sep. 1975    |
| 22. Sep. 1975          | Geraldo de Heráclito Lima                | ab April 1977 auch in Dahomey akkreditiert | Ernesto Geisel                       | Murtala Mohammed                       | 1983             |
| 1983                   | Fernando Abbot Galvão                    | | João Baptista de Oliveira Figueiredo | Muhammadu Buhari                       | 1987             |
| 22. Jan. 1988          | Brian Michael Fraser Neele               | | José Sarney                          | Ibrahim Babangida                      |                  |
| 17. Jan. 1995          | Geraldo Affonso Muzzi                    | Geschäftsträger | Fernando Henrique Cardoso            | Ernest Shonekan                        | 2000             |
| 31. Aug. 2001          | Carlos Alberto Ferreira Guimarães        | am 27. Mai 2003 zum Botschafter im Benin ernannt | Fernando Henrique Cardoso            | Olusegun Obasanjo                      |                  |
| 1. Dez. 2005           | Pedro Luiz Rodrigues                     | Am 20. Dezember 2006 auch als Botschafter im Tschad ernannt. | Luiz Inácio Lula da Silva            | Olusegun Obasanjo                      |                  |
| 1. Okt. 2008           | Ana Cândida Perez                        | [ 5 ] | Luiz Inácio Lula da Silva            | Umaru Yar’Adua                         |                  |
| 8. Okt. 2012           | João André Pinto Dias Lima               | [ 6 ] | Dilma Rousseff                       | Goodluck Jonathan                      |                  |